# Menthyl isovalerat
Menthyl isovalerate, còn được gọi là validolum, là este menthyl của axit isovaleric. Nó là một chất lỏng trong suốt, không màu, có mùi tinh dầu bạc hà. Nó rất ít hòa tan trong ethanol, trong khi thực tế không hòa tan trong nước. Nó được sử dụng như một phụ gia thực phẩm cho hương vị và hương thơm.

## Sử dụng y tế
Ở các quốc gia thuộc Liên Xô cũ bao gồm Nga, menthyl isoval Cả được bán dưới dạng giải lo âu dưới nhiều tên thương mại khác nhau bao gồm Validol, Valofin và Menthoval.